# Przytkowice (gromada)
Przytkowice – dawna gromada, czyli najmniejsza jednostka podziału terytorialnego Polskiej Rzeczypospolitej Ludowej w latach 1954–1972.
Gromady, z gromadzkimi radami narodowymi (GRN) jako organami władzy najniższego stopnia na wsi, funkcjonowały od reformy reorganizującej administrację wiejską przeprowadzonej jesienią 1954 do momentu ich zniesienia z dniem 1 stycznia 1973, tym samym wypierając organizację gminną w latach 1954–1972.
Gromadę Przytkowice z siedzibą GRN w Przytkowicach utworzono – jako jedną z 8759 gromad na obszarze Polski – w powiecie wadowickim w woj. krakowskim, na mocy uchwały nr 31/IV/54 WRN w Krakowie z dnia 6 października 1954. W skład jednostki wszedł obszar dotychczasowej gromady Przytkowice ze zniesionej gminy Kalwaria w tymże powiecie. Dla gromady ustalono 19 członków gromadzkiej rady narodowej.
31 grudnia 1961 do gromady Przytkowice przyłączono obszar zniesionej gromady Leńcze.
Gromada przetrwała do końca 1972 roku, czyli do kolejnej reformy gminnej.
Zobacz też: gmina Przytkowice – jednostka powołana przez władze hitlerowskie, istniejąca przejściowo podczas II wojny światowej.